# 电报

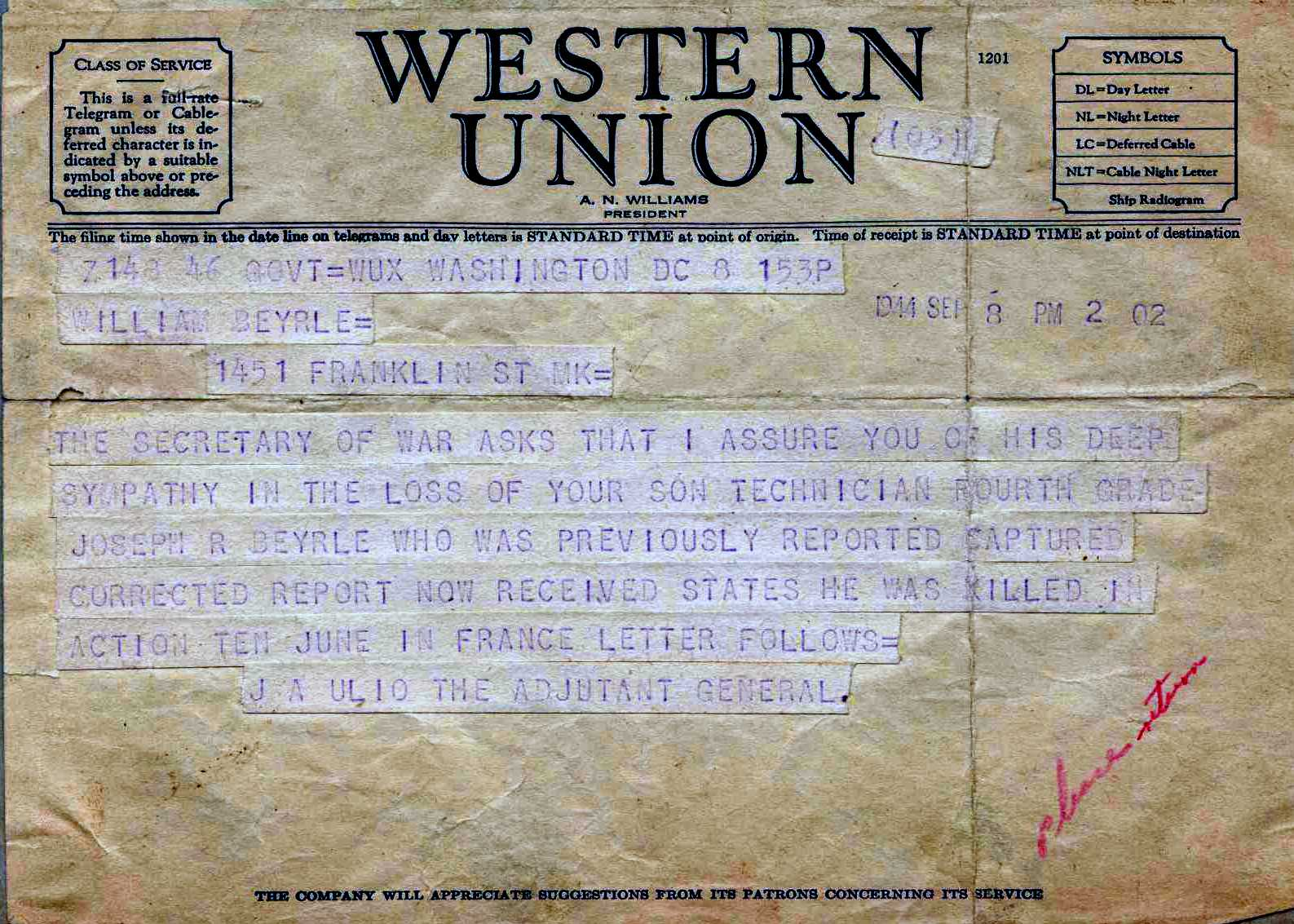
一张美国西联公司的电报

电报是利用电信号传递文字、图片等信息的电信业务:133，是非话通信业务的一種:1，在19世紀初發明，是最早使用电进行通信的方法。電報大力加快了消息的流通，是工業社會的其中一項重要發明。早期的電報只能在陸地上通訊，後來使用了海底電纜，開展了越洋服務。到了20世紀初，開始使用無線電報，電報業務基本上已能抵達地球上大部分地區。电报根据通信方式可分为公众电报和用户电报:25；根据文件传输方式可分为编码电报和传真电报两种，一般所说的电报是指编码电报:5。隨著傳真的廣泛使用，传统编码電報现在已经十分罕见。

## 历史

### 發明前的通訊方法
在未發明電報以前，長途通訊的主要方法包括有：驛送、信鴿、信狗以及烽煙等。驛送是由專門負責的人員，乘坐馬匹或其他交通工具，接力將書信送到目的地。建立一個可靠及快速的驛送系統需要十分高昂的成本，首先要建立良好的道路網，然後配備合適的驛站設施。在交通不便的地區更是不可行。使用信鴿通訊可靠性甚低，而且受天氣、路徑所限。另一類的通訊方法是使用烽煙或擺臂式信號機、燈號等肉眼可見的訊號，以接力方法來傳訊。這種方法同樣是成本高昂，而且易受天氣、地形影響。在發明電報以前，只有最重要的消息才會被傳送，而且其速度在今日的角度來看，是難以忍受的緩慢、能夠傳送的資料量也非常侷限。

### 早期实验
歐洲的科學家在18世紀逐漸發現電的各種特質。同時開始有人研究使用電來傳遞訊息的可能。早在1753年，一名英國人便提出使用靜電來拍發電報。他的設想是使用26條電線分別代表26個英文字母。發電報的一方按文本順序在電線上加以靜電。接收的一方在各電線接上小紙條。當紙條因靜電而升起時，便能把文本謄錄。
同期法國率先使用燈號和旗語的方式在一系列高塔上傳播信息，稱為Optical telegraph，也是電報一詞的英文起源，可以在很短時間內把信號傳到很遠，但其限制是需要有較多的人手以在地形內見距離外作中繼傳信，又受到天氣影響。
首條真正投入使用營運的電報線路於1839年在英國最先出現。它是大西方鐵路裝設在兩個車站之間作通訊之用。這條線路長13英里，使用指針式电报机:1，由查爾斯·惠斯通及威廉·庫克發明。兩人並為發明在1837年取得英國的專利。
在美國，塞缪尔·莫尔斯在接近同一時間同時發明了電報，並在1837年在美國取得專利。莫尔斯還發展出一套將字母及數字編碼以便拍發的方法，稱為莫尔斯電碼:32。

### 演进

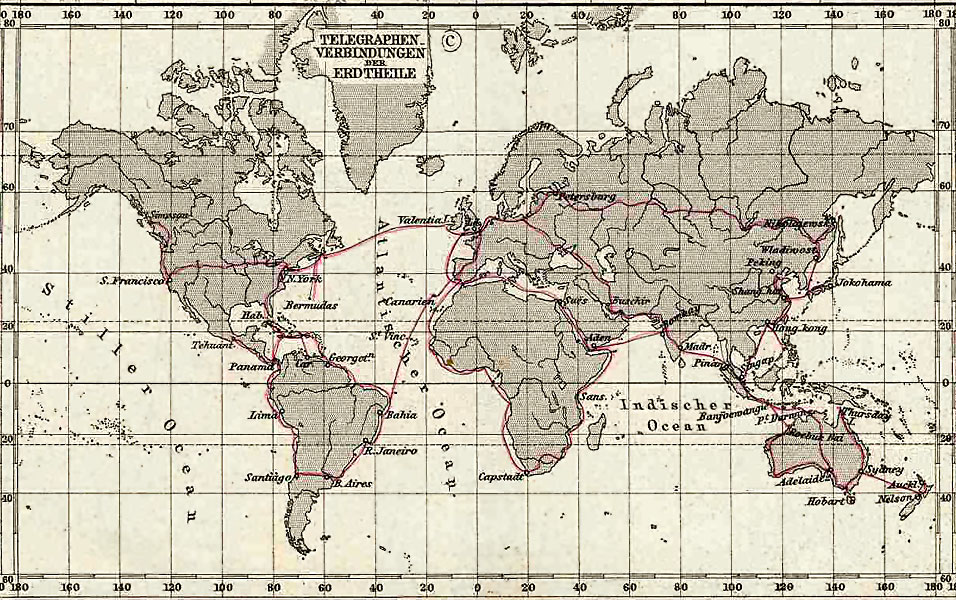
1891年時主要的電報線路圖

初期的電報只能透過使用架在陸地上的電線（Land Line）通訊。最早期的電線屬於單線式，需要透過地面完成迴路，傳送距離有限，更不能越過海洋。到了1850年，首條海底電纜橫越英吉利海峽，把英國及歐洲大陸連接起來:192–193。首條橫越大西洋的電報電纜則在1857年敷設完畢。但由於技術原因，這條越洋電纜只使用了數天便告失靈:130。首條大西洋海底電報電纜要在九年之後，即在1866年方才成功投入使用。至於橫越太平洋的海底電纜，更要在1902年方才完工。
到了19世紀90年代，各地仍然要經過電線用來傳送電報。尼古拉·特斯拉等科學家在這個時候開始研究以無線電發送電報。1895年，意大利人馬可尼首次成功收發無線電電報。4年後，即1899年，他成功進行英國至法國之間的傳送:40。1902年首次以無線電進行橫越大西洋的通訊。無線電報的發明使流動通訊變得可能，配備無線電電報機的遠洋船隻，就算在海洋上仍然與陸地保持通訊，更能在需要時發出求救訊號。

### 今天
隨著通訊科技的發展，電報已不再是主要的通訊方法。在经济发达的国家，公众电报已逐渐与数据、用户电报网业务合并，或被其它通信方式取代:4。自從電信網路數位化以後，電報通訊變成為數位通訊網路內其中一種以文字通訊的應用，在傳真機普及後更被傳真所取代。當網際網路及行動通訊日漸廣泛使用以後，普通電報更進一步被電子郵件及簡訊所取代。現在一般人已不會使用電報通訊。傳統的電報新聞（即電訊新聞稿）亦已由傳真、互聯網及手提電話的短訊所取代。只有在一些很特別的舊有應用環境下，才會偶然看見使用電傳打字機的電報業務。但因為以编碼的方式轉送簡單的信號需要的資源較少，而一些保密通信上或專業的航空和航海剿動仍然可用上類似的编碼傳信，但這些不再構成一種特別的職業。
現時，在北美地區，International Telegram等公司仍然維持電報服務，主要針對一些特別喜慶場合，或用作解決法律爭議之用，在部分發展中國家，電報仍有在法律以及通訊用途。美國最大的電報公司西聯宣佈2006年1月27日起終止所有電報服務；而在日本，NTT東日本和NTT西日本仍然為當地民眾提供礼仪電報服務，主要用於慶祝新婚、畢業，或喪禮治哀之用，而所傳的電報，會按場合以特製的紙和信封印出；在英國，英國電訊在2003年將電報業務拆成一間小公司Telegram Online；香港的電訊盈科已於2004年1月1日宣佈終止香港境內外所有電報服務；在同一年，荷蘭的電報服務亦宣告停止；2007年1月1日，台湾地区停办了国际电报业务（国内电报业务已于1991年9月10日停办）；2008年5月1日泰國發行40000封紀念電報，以紀念使用了133年的泰國業務即日起走入歷史；印度国有电信有限公司则于2013年7月14日终止电报业务。在中国大陆地区，目前仅有北京联通西单营业厅可提供电报发送服务，可接收电报的地区仅剩北京、石家庄、济南、广州、合肥五个城市。

## 各地情况

### 北美

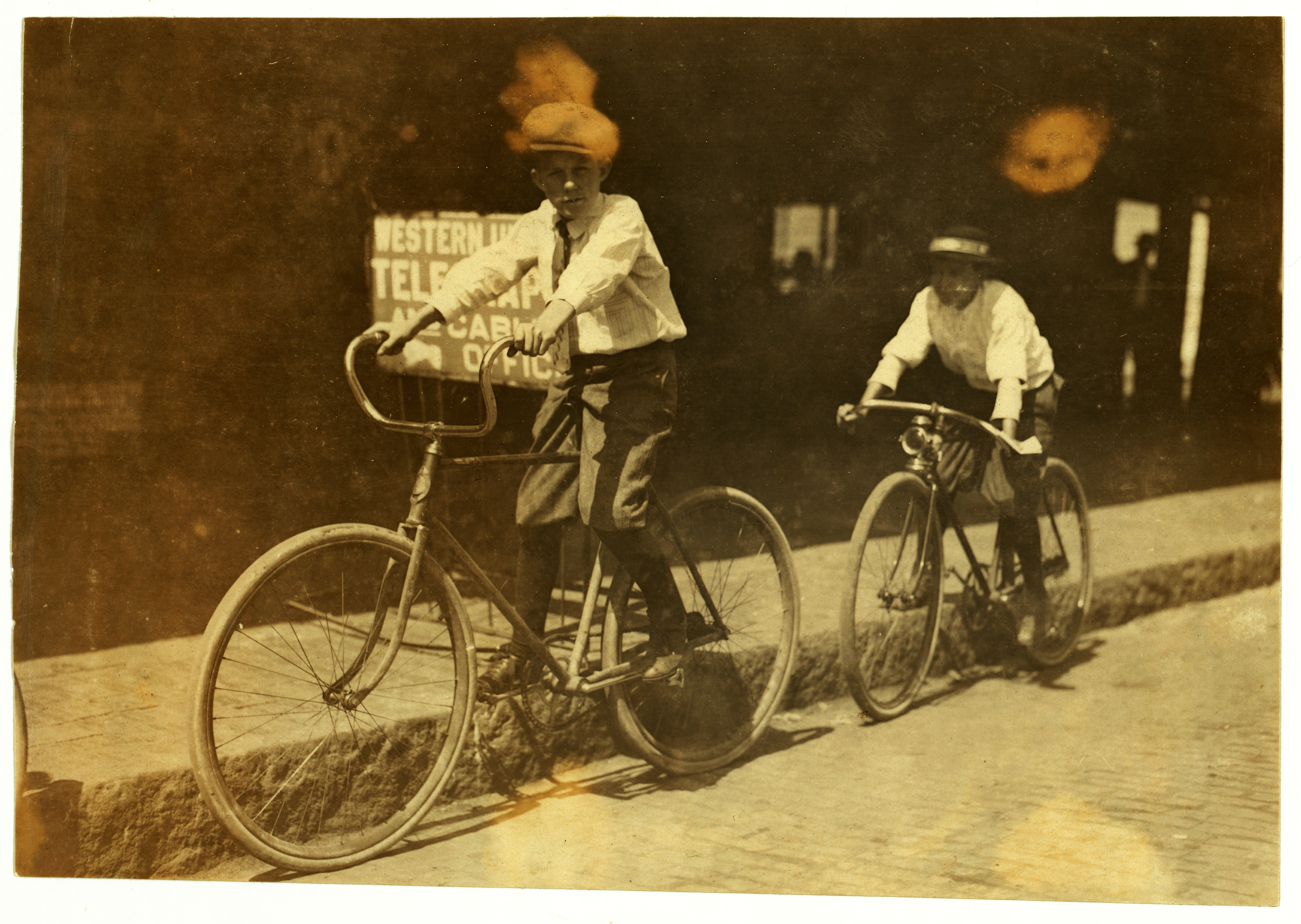
西联电报公司的送报员

1844年，莫尔斯从华盛顿国会大厦向巴尔的摩发送了世界历史上第一封电报，美国第一家电报局也于次年成立，随后，北美的公众电报通信网开始快速扩张，截至1849年，美国成立了20余家电报公司，线路总长超过12000英里。1851年，西联电报公司的前身纽约和密西西比河谷印刷电报公司成立，其在1856年与伊利和密西根电报公司合并后改名为西联电报公司并继续并购其它电报公司，成为美国当时的三大电报公司之一。1866年，西联电报公司相继收购了其竞争对手，最终垄断了美国与加拿大的公众电报业。1885年，加拿大太平洋铁路成立了电报部门并建立了独立的公众电报网络，打破了西联电报公司在加拿大的垄断。1915年，西联电报公司在加拿大的子公司——大西北电报公司被加拿大北方铁路收购，并随后成为了加拿大国家铁路的子公司。1931年，美国电话电报公司（英語：AT&T）在其运营的电话交换网上建成了名为TWX的用户电报通信网，而西联电报公司也于1958年开始利用其卫星通信系统建立自己的用户电报网。
由于通信技术的进步与长途电话资费的降低，美国对于公众电报的需求逐渐下降，西联电报公司于20世纪60年代取消了送报员，公众电报的投递改为邮送，同时，西联公司大量关闭电信营业网点，话传成为公众电报的主要受理方式，三个西联公司全国电报交换中心的报务员通过电话接收发报人的电文并直接通过计算机系统发送至收报人所在地的邮局完成邮送。1969年，西联公司收购了AT&T的用户电报业务，但由于业务转型，西联公司于1990年又将其所有电信基础设施与包括用户电报在内的基础业务售予AT&T，仅保留金融、公众电报等业务作为电信增值业务通过租用专线开展。1991年12月，AT&T关停了其下的电报业务。而在加拿大，为了降低电报网络的运营成本，两家公司于1967年达成了合作协议并逐渐合并为CNCP电信。
进入21世纪后，西联公司增加了网络受理方式，用户可通过访问西联公司的网站发送电报。为了进一步加快从通信公司到金融公司的转型并更加专注于金融服务，西联公司于2006年1月27日正式停止了其电报业务。目前，美国的公众电报业务由International Telegram、American Telegram、USCOMM等公司通过网络受理提供，American Telegram于1993年由两名原西联公司的员工成立，是当时除西联公司外仅有的电报公司；2003年，在加拿大AT&T结束公众电报业务后，电报机收藏者科林·斯通成立了Telegrams Canada并接手了加拿大的公众电报业务，在2006年西联公司结束了公众电报业务后，斯通又将其International Telegram公司的业务拓展到美国。
不同于美国和加拿大，墨西哥在1865年就建立了电报的国家专营制度。1933年2月14日，墨西哥邮电部成立，2月14日成为墨西哥的报务员节。1957年，墨西哥开办用户电报。目前，墨西哥的电报业务由政府机构TELECOMM提供。

### 东亚

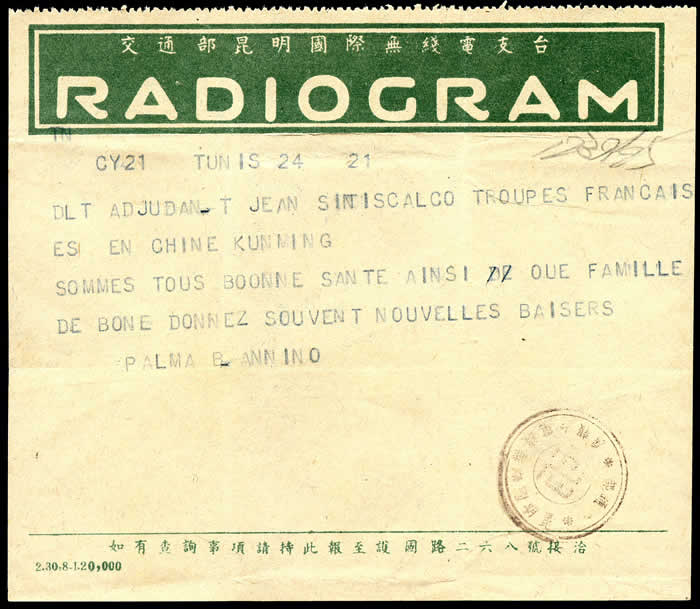
一封民国时期的电报

電報是中國電信業務之始，中國首條電報線路於1871年由英國、俄國及丹麥敷設，從香港經上海至日本長崎的海底電纜。由於清政府的反對，電纜被禁止在上海登陸。後來丹麥公司不理清政府的禁令，將線路引至上海公共租界，並在6月3日起開始收發電報。隨後沈葆楨於1874年視師臺灣時提議建水陸報線。至於首條自主敷設的線路，是由福建巡撫丁日昌在臺灣所建，1877年10月完工，連接架設臺南府城至鳳山旗後電報線。1876年於臺北成立「電報總局」。1879年，北洋大臣李鴻章在天津、大沽及北塘之間架設電報線路，用作軍事通訊。1880年，中俄伊犁交涉，兩國關係緊張，李鴻章再以“用兵之道，神速為貴”為由，得以准奏開辦電報總局，由盛宣懷任總辦。並在1881年12月開通天津至上海的電報服務。李鴻章説：“五年來，我國創設沿江沿海各省電綫，總計一萬多里，國家所費無多，巨款來自民間。當時正值法人挑釁，將帥報告軍情，朝廷傳達指示，均相機而動，無絲毫阻礙。中國自古用兵，從未如此神速。出使大臣往來問答，朝發夕至，相隔萬里好似同居庭院。舉設電報一舉三得，既防止外敵侵略，又加強國防，亦有利於商務。”天津官電局於庚子年一度遭亂全毀。1887年，臺灣巡撫劉銘傳敷設了福州至臺灣的海底電纜，是中國首條海底電纜。
在19世紀末期，英國人統治香港後，即積極發展電報網絡，成立大東電報局，為香港工商界提供對外聯絡服務。1871年開始，大東電報局便於香港島西部的鋼綫灣鋪設電報電纜連接香港與外地。   1884年，北京電報開始建設，採用“安設雙線，由通州展至京城，以一端引入署中，專遞官信，以一端擇地安置用便商民”，同年8月5日，電報線路開始建設，所有電線桿一律漆成紅色。8月22日，位於北京崇文門外大街西的喜鵲胡同的外城商用電報局開業。同年8月30日，位於崇文門內泡子和以西的呂公堂開局，專門收發官方電報。
而清朝1888年設立電報學堂。為了傳達漢字，電報部門準備由4位數字或3位羅馬字構成的代碼，即中文電碼，採用發送前將漢字改寫成電碼發出，收電報后再將電碼改寫成漢字的方法。之後另外有所謂的國音電報，為臺灣鐵路管理局利用注音符號編寫的一套專用的電報編碼。此後電信局管理的五條主要電報電路也改用電傳打字機，並且使用國際通用的「五單位碼」。
馬關條約後，在日治時期最盛時，臺灣有線音響機電報電路99路，對外無線電報電路16路，海纜6路。後多被美軍飛機轟炸破壞。   光緒三十四年（1908年）9月，江蘇省以官款組織淞崇無線電局，供官商通報。中國第一份商用無線電報由淞崇無線電局發出。抗戰間電報也成了軍隊中重要通訊管道。
二戰後，香港經濟高速起飛，電報為香港的工商業發展帶來不少貢獻。在電報最為流行的時期，上至大企業、大銀行，下至一般貿易公司、製衣廠，都擁有最少一台電報發送機。至於臺灣設備與機房在民國時期之初由電信局接收。臺灣首次啟用英文電傳打字機是1949年8月16日，草山（陽明山）電信局為處理給蔣中正之大量電報，裝用美式15型電傳打字機。

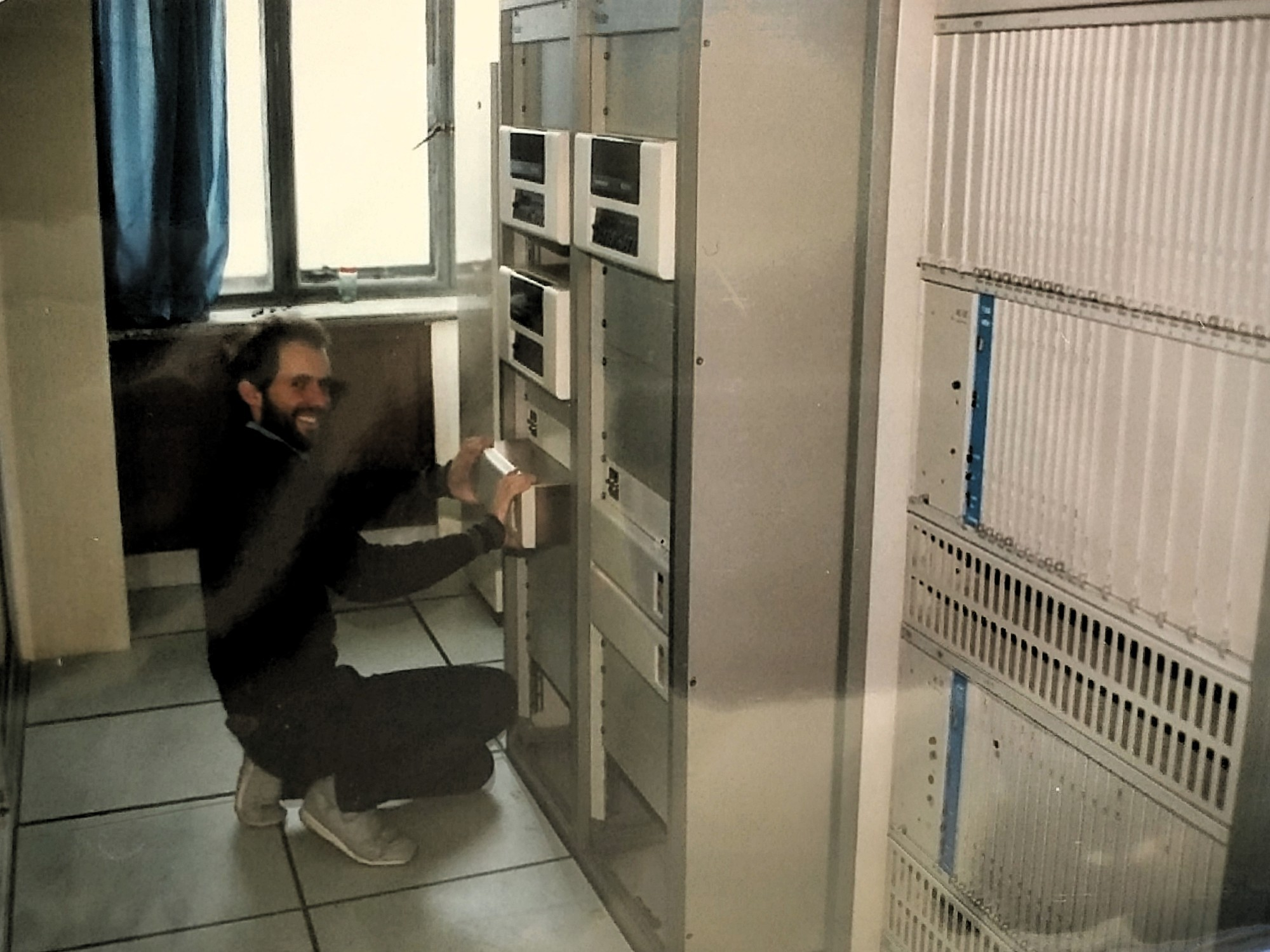
武汉的哈斯拉T203电报交换机

早在1933年，中国大陆便有使用电传打字机发电报，但直至中华人民共和国成立时大多公众电报终端设备仍为落后的人工电报机和自动电报机。1956年，邮电部上海器材厂的BD55型机械电传机研制成功并大量投入使用，中国公众电报自1957年逐步实行电传机通报，公众电报网采用四级辐射汇接的结构形式，采用撕断纸条式转接:188。1980年，SHZB64路自动转报系统研制成功并于当年12月11日投入使用，随后被推广到全国多地的电信局使用:53，而北京电报局则在1986年采用了日本OKI公司的KD1000B型自动转报系统:113，全国公众电报网由人工转报逐渐发展为自动转报。1985年12月起，公众电报网实行两级交换制，任意两个终端间通信时报文交换不超过4个交换中心:186。80年代后期，中国研制了汉字智能电报终端，随后翰林智能汉字电报终端替代了电子电传机:622。1988年3月，全国用户电报网由32个省级交换局调整为八大中心交换局，各网点开始采用瑞士哈斯拉（Hasler）公司T203型交换设备。1990年，中国与瑞士Ascom公司合作开发了公用电报交换系统M203软件，该系统利用T203交换机多余的处理能力为公众电报提供转报功能，M203与用户电报交换系统T203软件合用一个硬件实体。

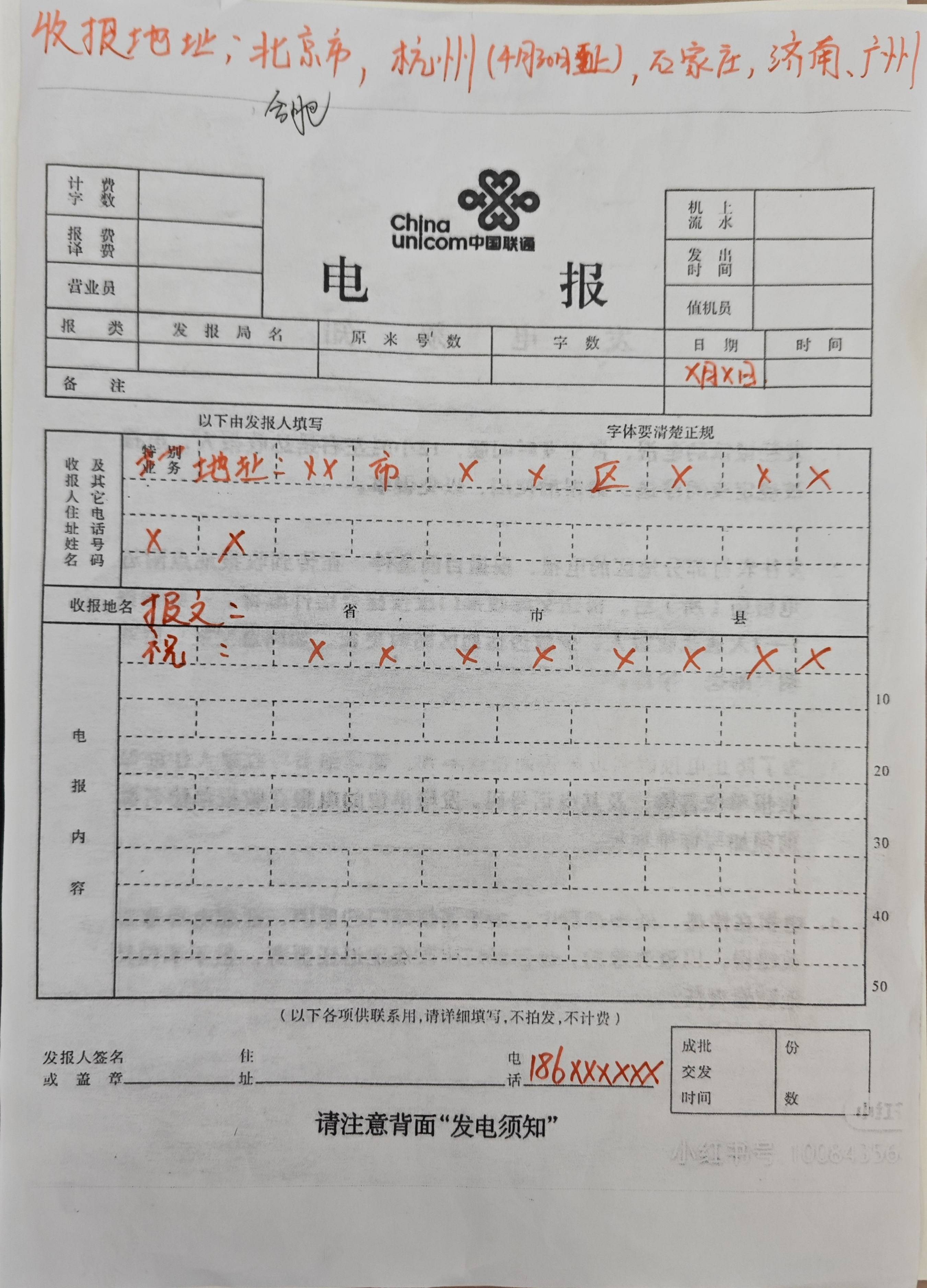
北京联通的电报发报纸填写样例，显示目前可接收电报的城市已为数不多

由于电话、传真、互联网等业务的发展，电报业务量逐渐减少。1994年12月1日，上海的最后一条国际电报电路——上海至东京的电路关闭，至此中国仅剩北京一个国际公众电报出口局:64。国内电报此时也面临着利用率低、设备老化等诸多问题，为了降低通信成本并使电报通信继续发挥作用，电信总局从1995年起开始着手对公众电报网和用户电报网进行技术改造。2000年5月，全国电报技改工作全部完成，包括转报系统、载报电路等设备的公用电报物理网被取消，新的公用电报业务虚拟网则利用分组交换网与数字数据网（CHINADDN）承载电报业务:239。技改后的中国电报网由北京、上海、广州、南京、武汉、成都、西安、沈阳8个交换中心局组成，每个交换局装有T203电报交换设备，各局均与北京、上海交换中心局相连，形成双星形结构的骨干网，而电报终端设备则通过当地电信公司的银德数据通信设备有限公司TELEMUX数字载报机经CHINADDN专线电路连接至上级TELEMUX或T203，进入骨干网:144，县局报房、县乡等业务网点全部取消。进入21世纪后，由于需求量的继续减少，加急、礼仪等特别业务种类被相继取消，而部分省市则陆续开始完全取消电报业务，报路不通的地区甚至需要通过传真机收发电报。电报投递网点的大量减少使得专职的送报员也接近消失，由于投递区域大幅缩小，大部分电报需要邮送。
2010年7月8日，八大交换中心局中的武汉电信分公司因无业务量且硬件故障频繁关闭了T203交换设备；2021年6月16日，中国电信上海公司为腾出空间安装5G消息平台关闭了其T203交换设备。2025年5月1日，中国电信最后一家提供去报业务的分公司——杭州分公司正式停止了所有电报业务。在中国大陆地区，目前仅有北京联通西单营业厅可提供电报发送服务，可接收电报的地区仅剩北京、石家庄、济南、广州、合肥五个城市。

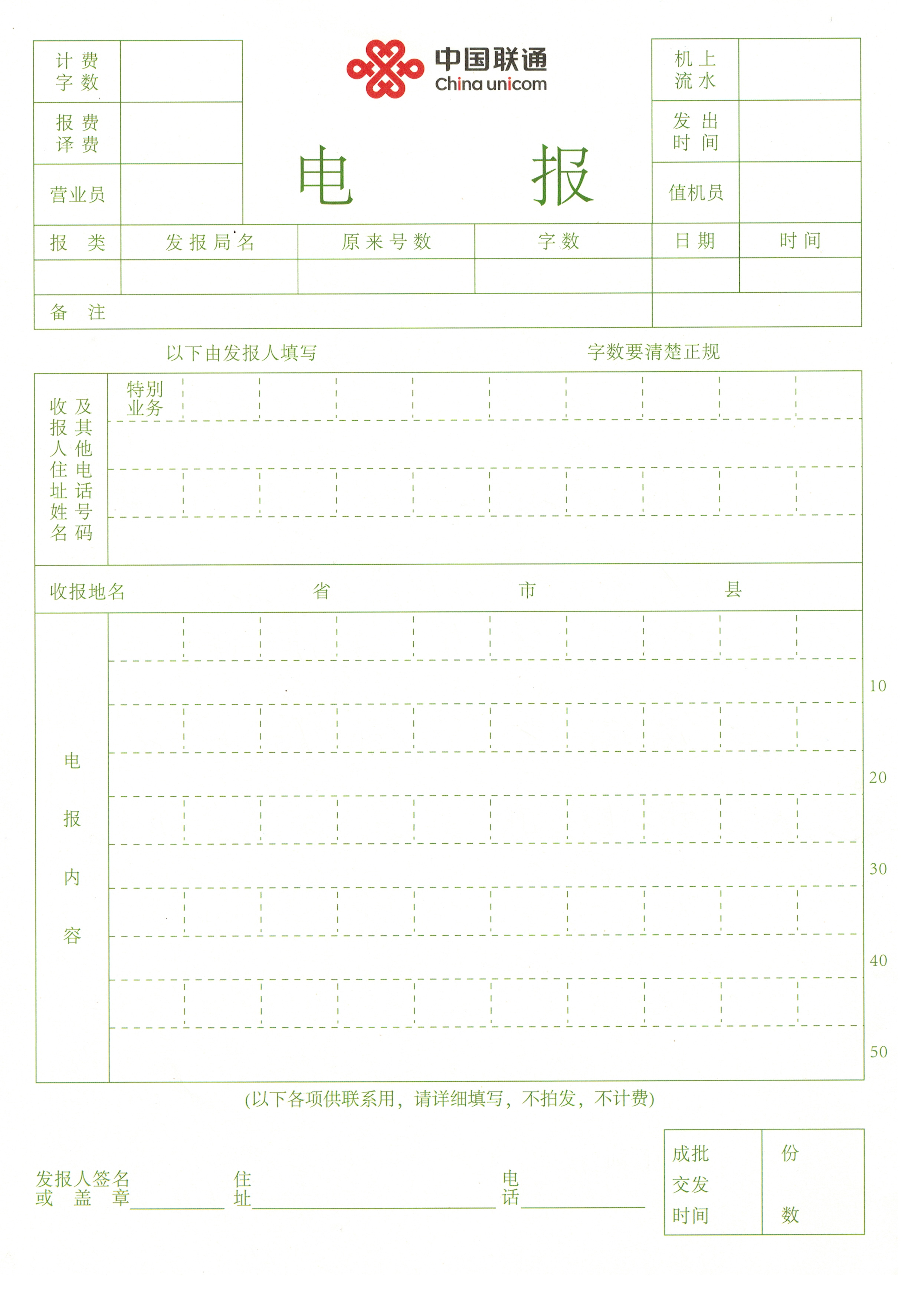
中国联通新版去报纸
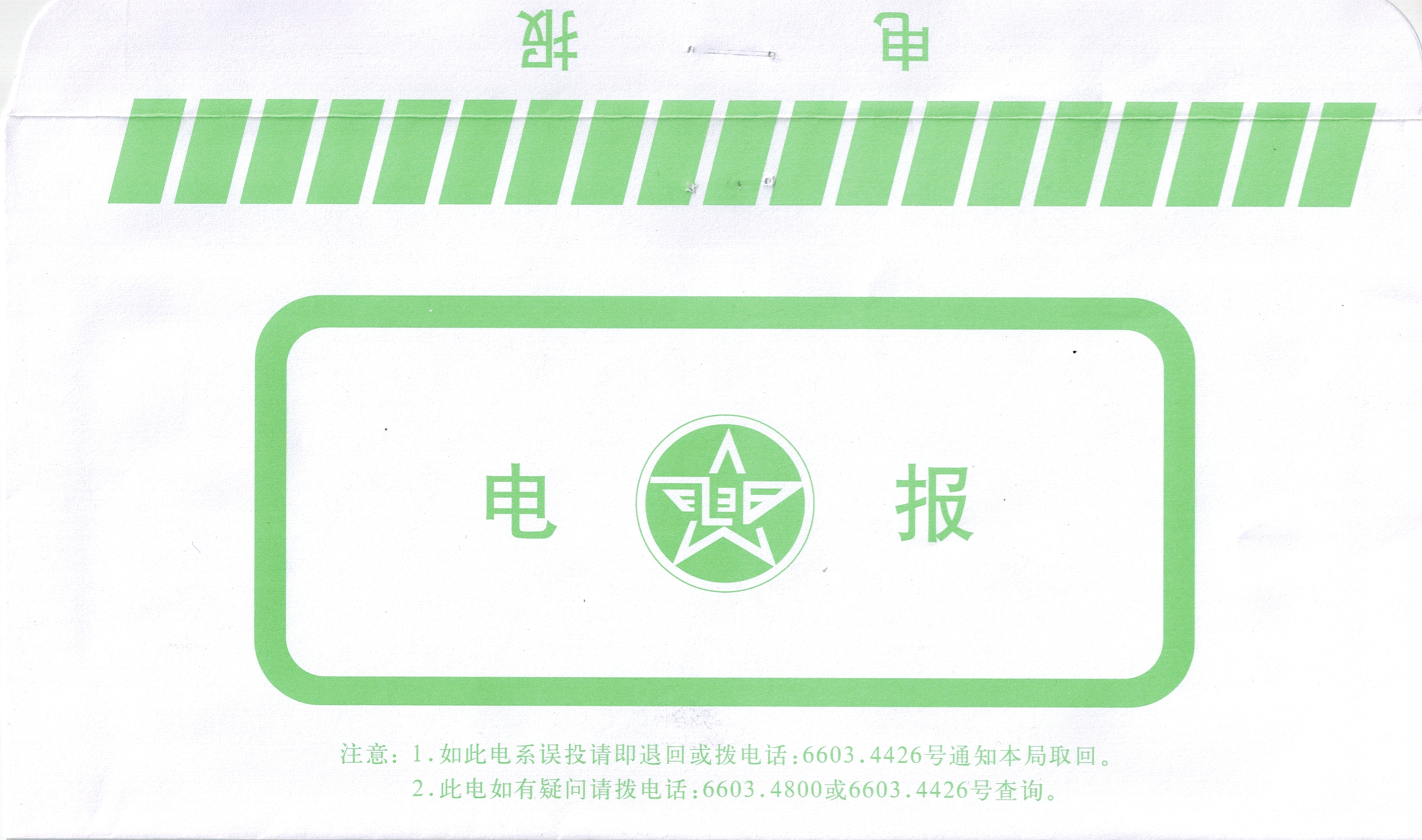
北京联通的电报来报封

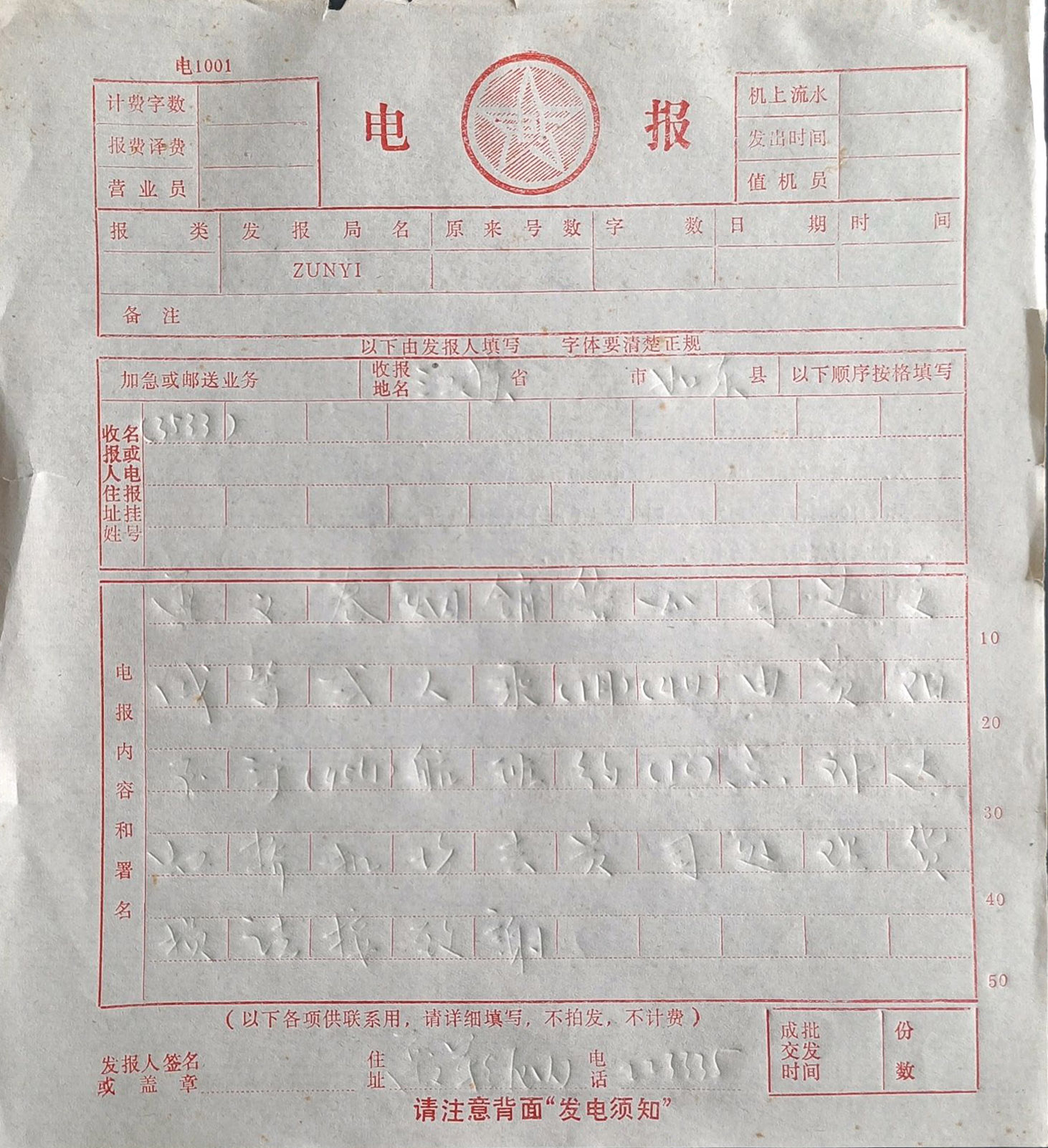
中国邮电的去报纸
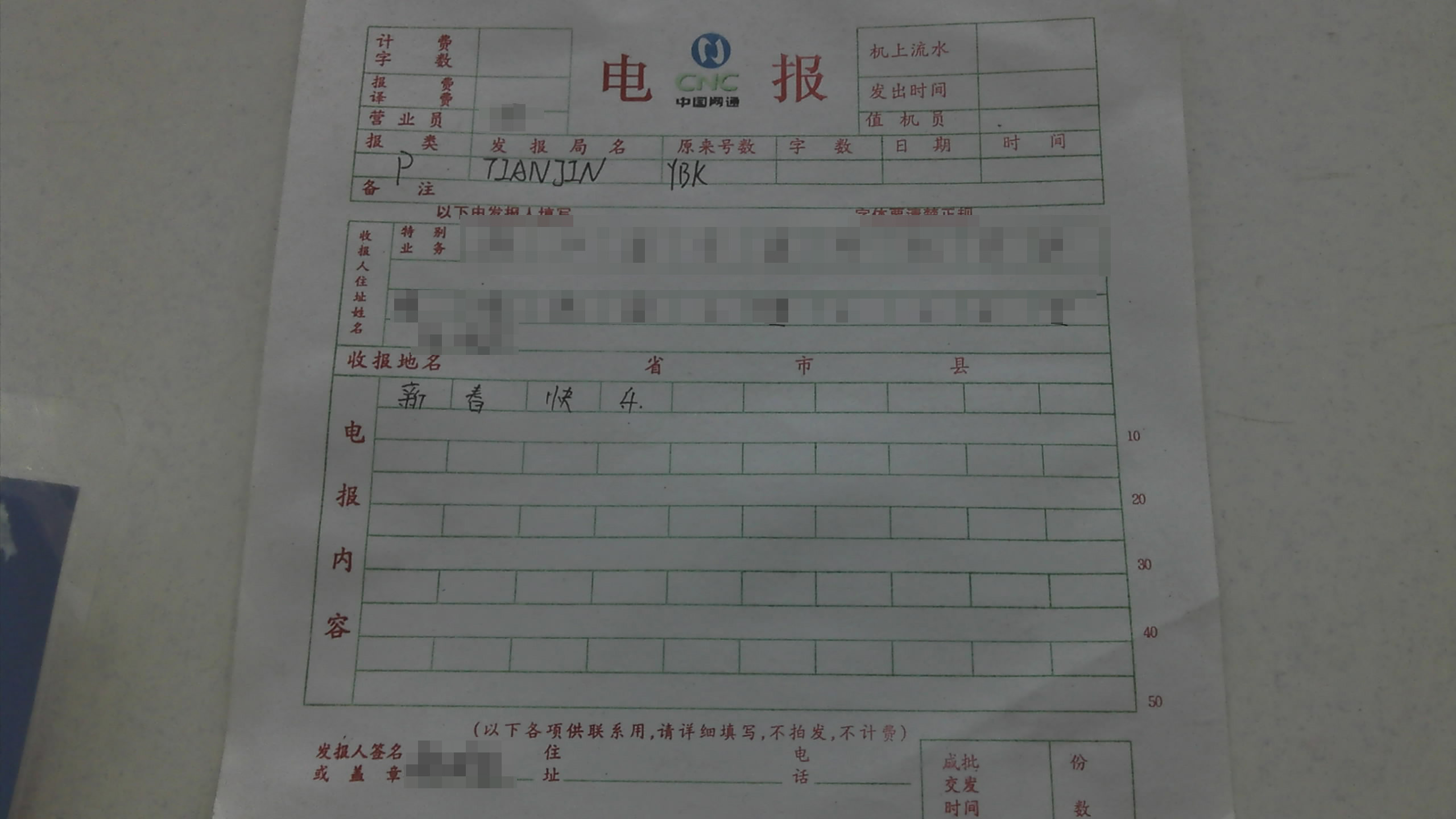
中国网通的去报纸
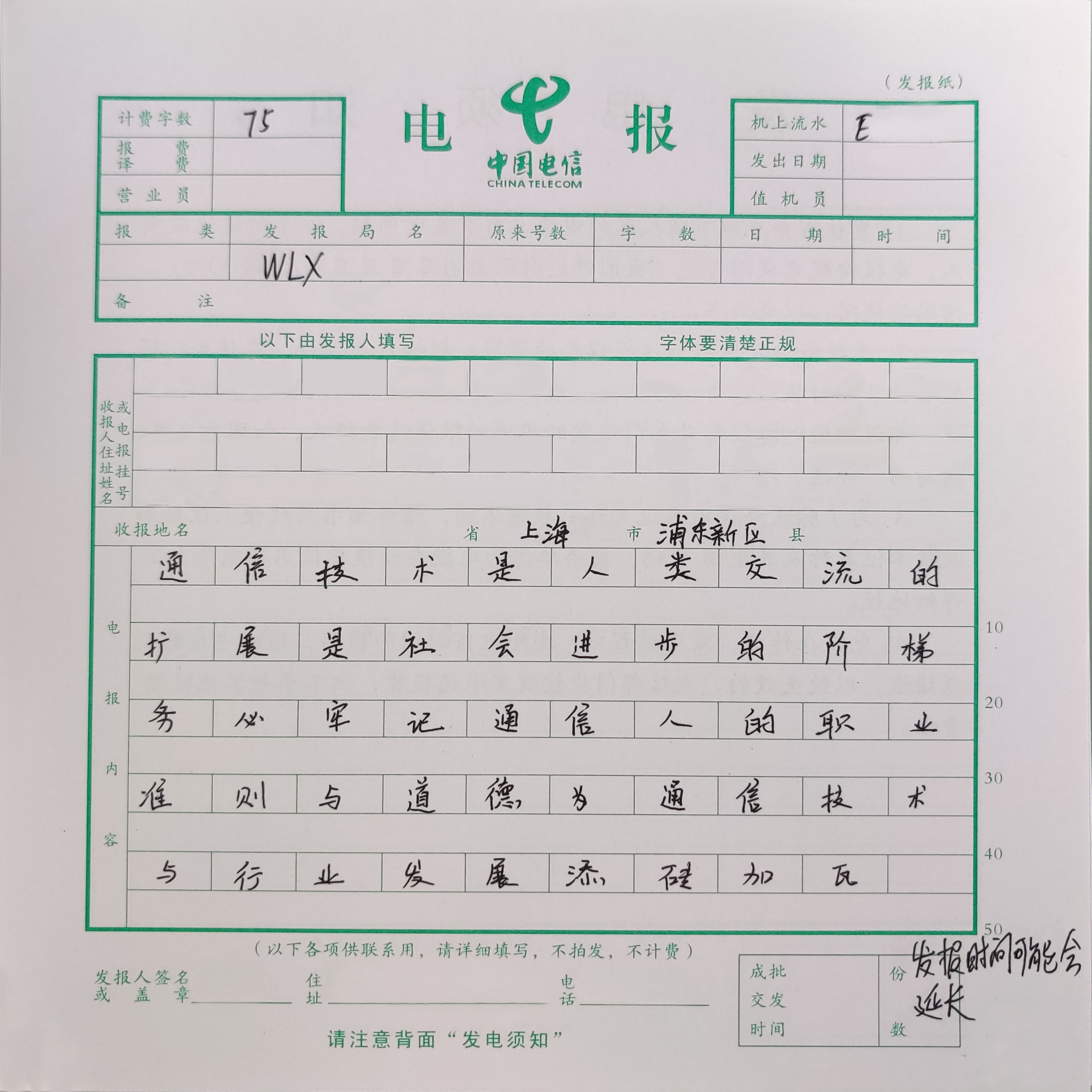
中国电信的去报纸
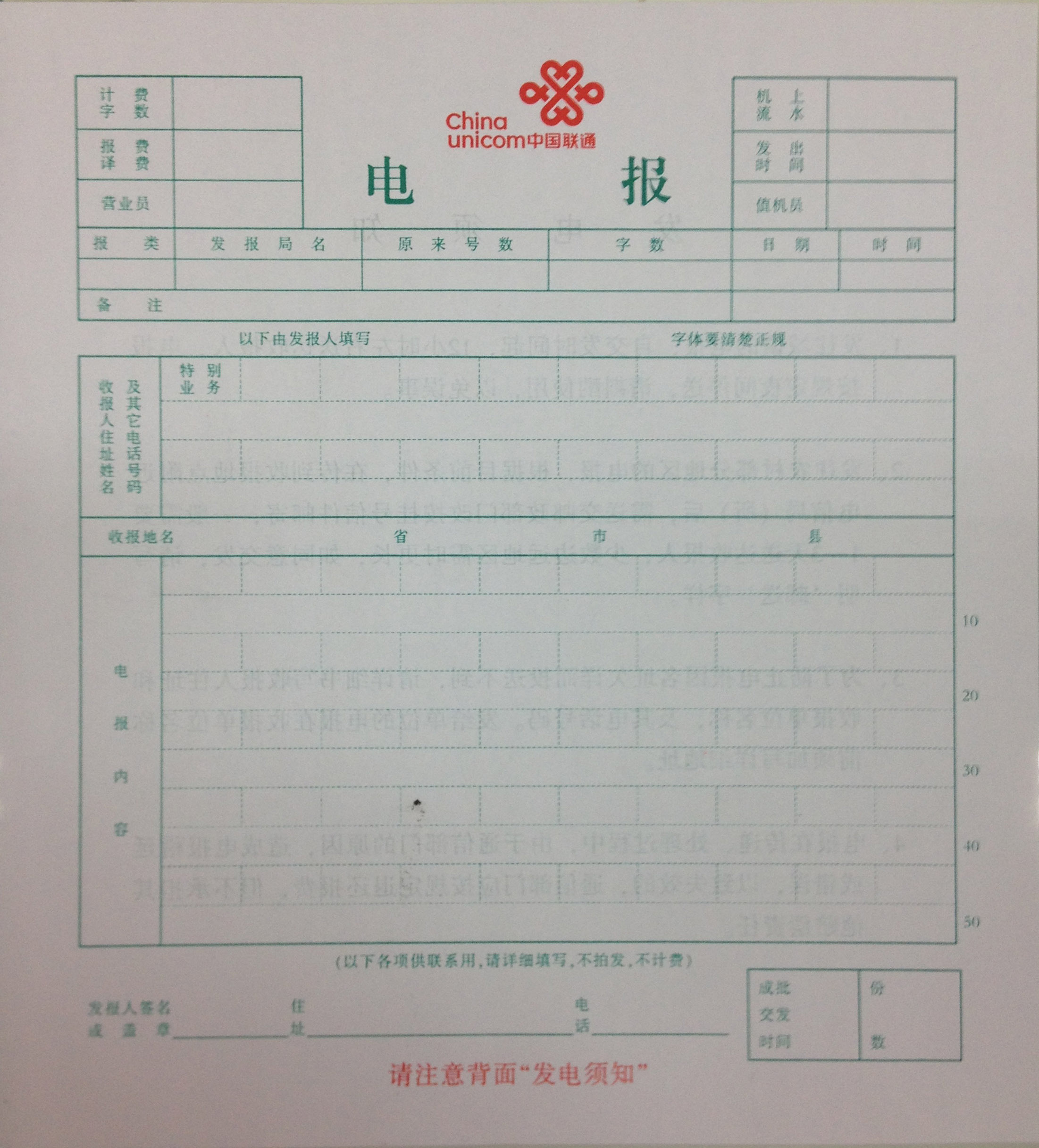
中国联通的去报纸
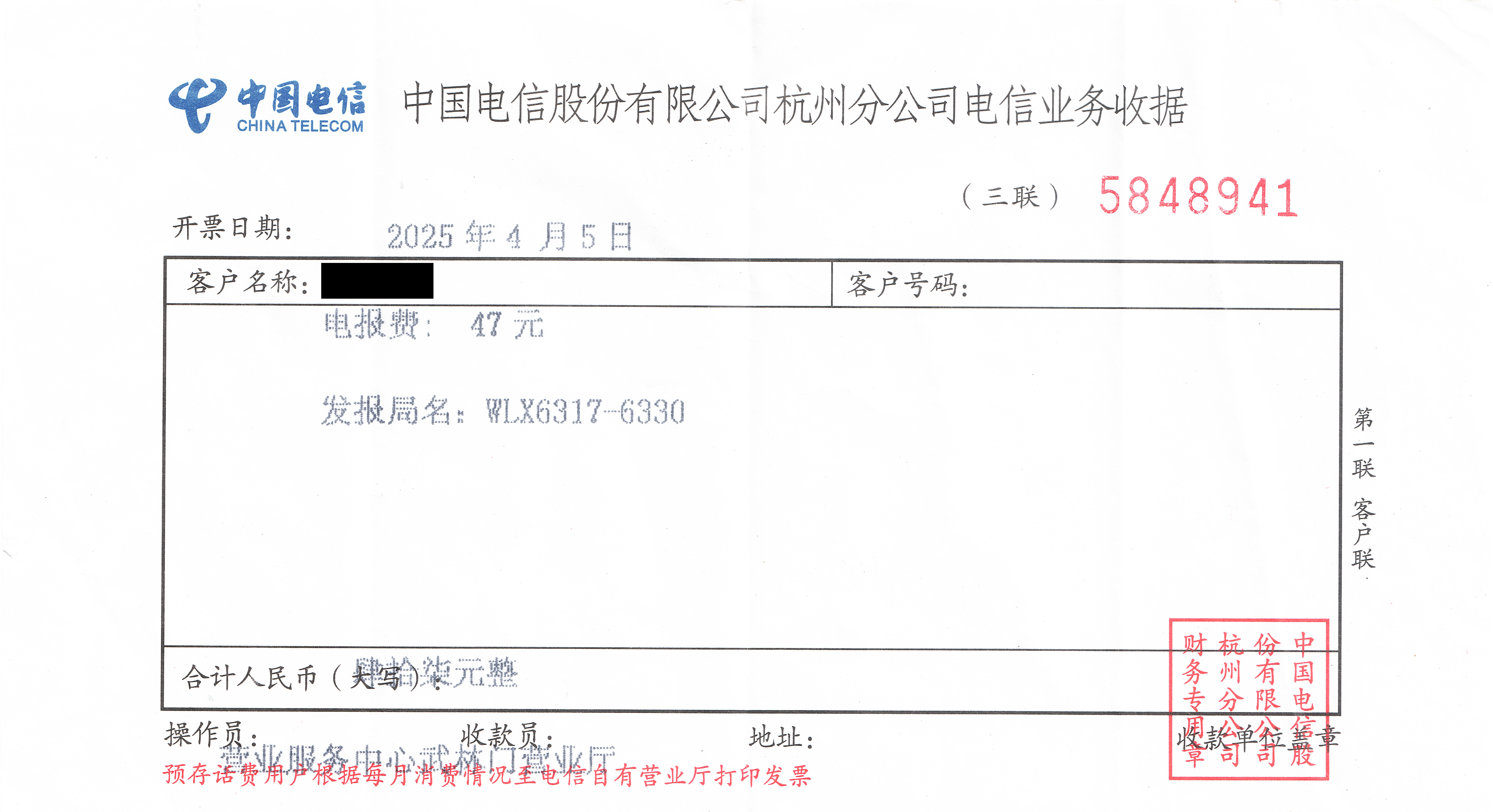
中国电信杭州武林门营业厅拍发电报的付款收据

## 终端设备

### 人工电报机

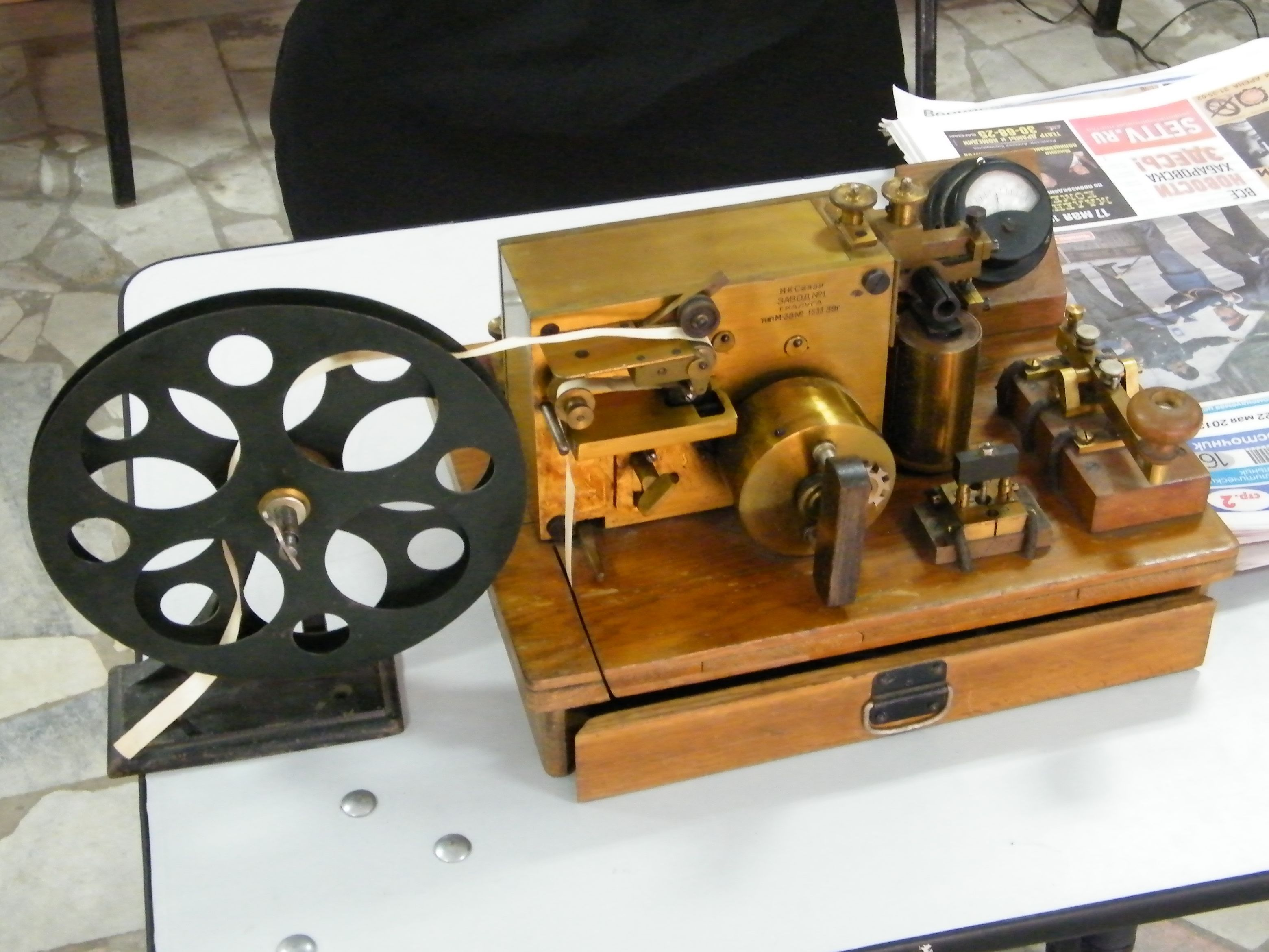
一台采用纸条记录的摩斯符号人工电报机

人工电报机是最早出现的电报机，结构也是最简单的。人工机采用电键作为发报器，报务员按照莫尔斯电码控制电路的接通或断开时间进行发报。其收报器有三种类型，采用纸条记录的电报机可将收到的电码记录在纸条上，再由报务员翻译成字符；采用音响器的电报机可将收到的信号反映为音响器吸动时间的长短，报务员根据音响器产生的声音记录字符；采用音频振荡器的电报机可在相连的耳机或喇叭上产生1000Hz左右的声音，报务员根据振荡器产生的声音记录字符:26。人工电报机工作效率低，不能打印字符，目前已在商务活动中淘汰；但因设备简单、维修方便、工作性能稳定，而在特定的野外勘探或军情通联情境中沿用至今。

### 自动电报机

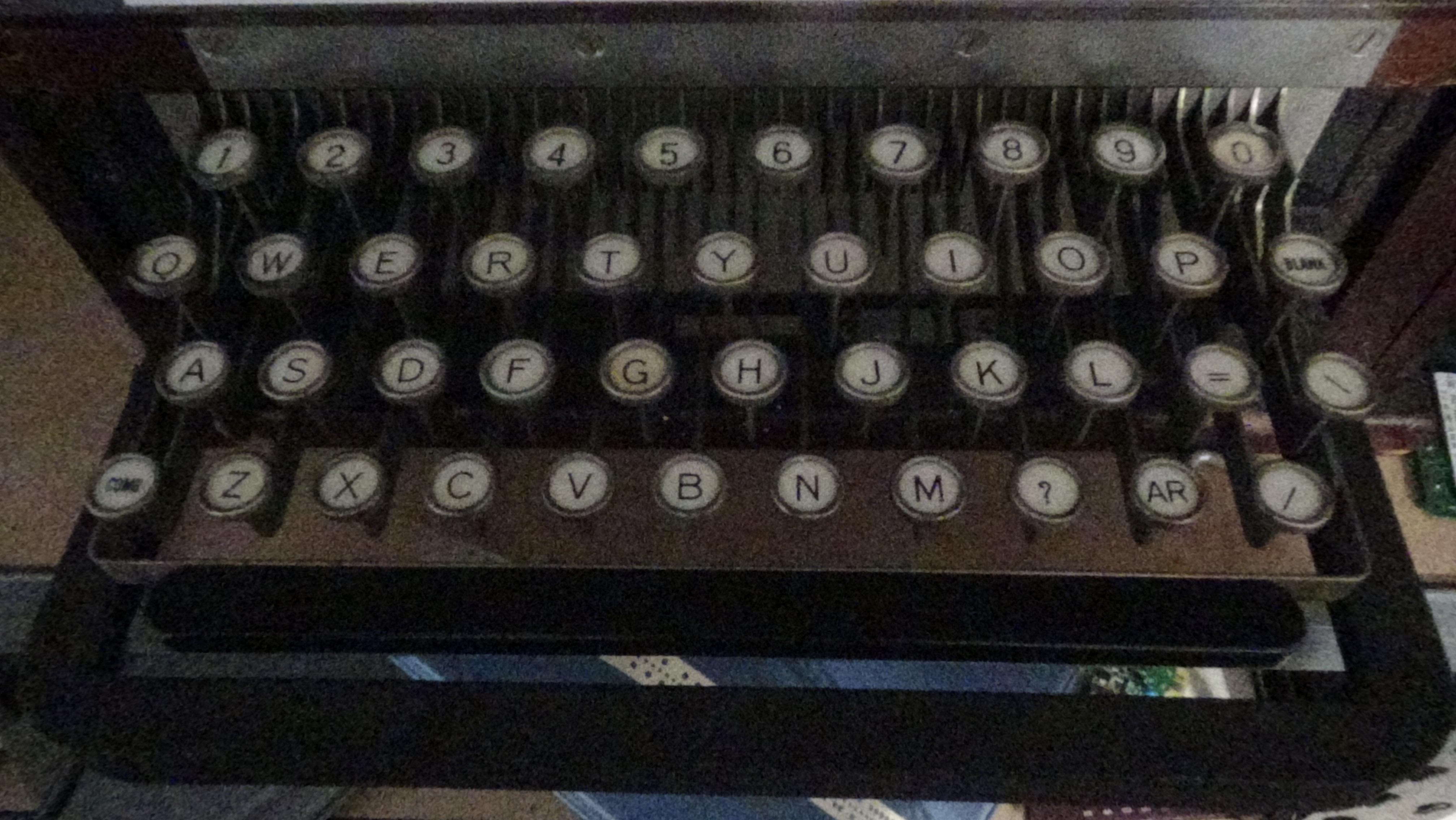
自动电报机的键盘凿孔机

莫尔斯符号高速自动电报机，简称自动电报机、快机:1。自动电报机是一种半机械化的电报终端设备，使用时由报务员事先凿好具有电报符号孔的纸条并将纸条放到自动发报机上发出；由于快机的发报速度较高，其发送的电报信号靠报务员人工听抄是来不及的:102，收到电报时需使用波纹收报机在纸条上自动记录下相应的电报符号:2。自动电报机仍使用莫尔斯电码，纸条上垂直的两个圆孔代表“点”，倾斜的两个圆孔代表“划”，以此组成莫尔斯电码。常见的自动电报机有韦斯登快机和克利特快机。韦斯登快机使用的是三柱凿孔机，而克利特快机则使用键盘凿孔机直接凿孔:8。由于快机同样不能直接打印字符，且不便于转报，现已被淘汰:103。

### 电传打字电报机

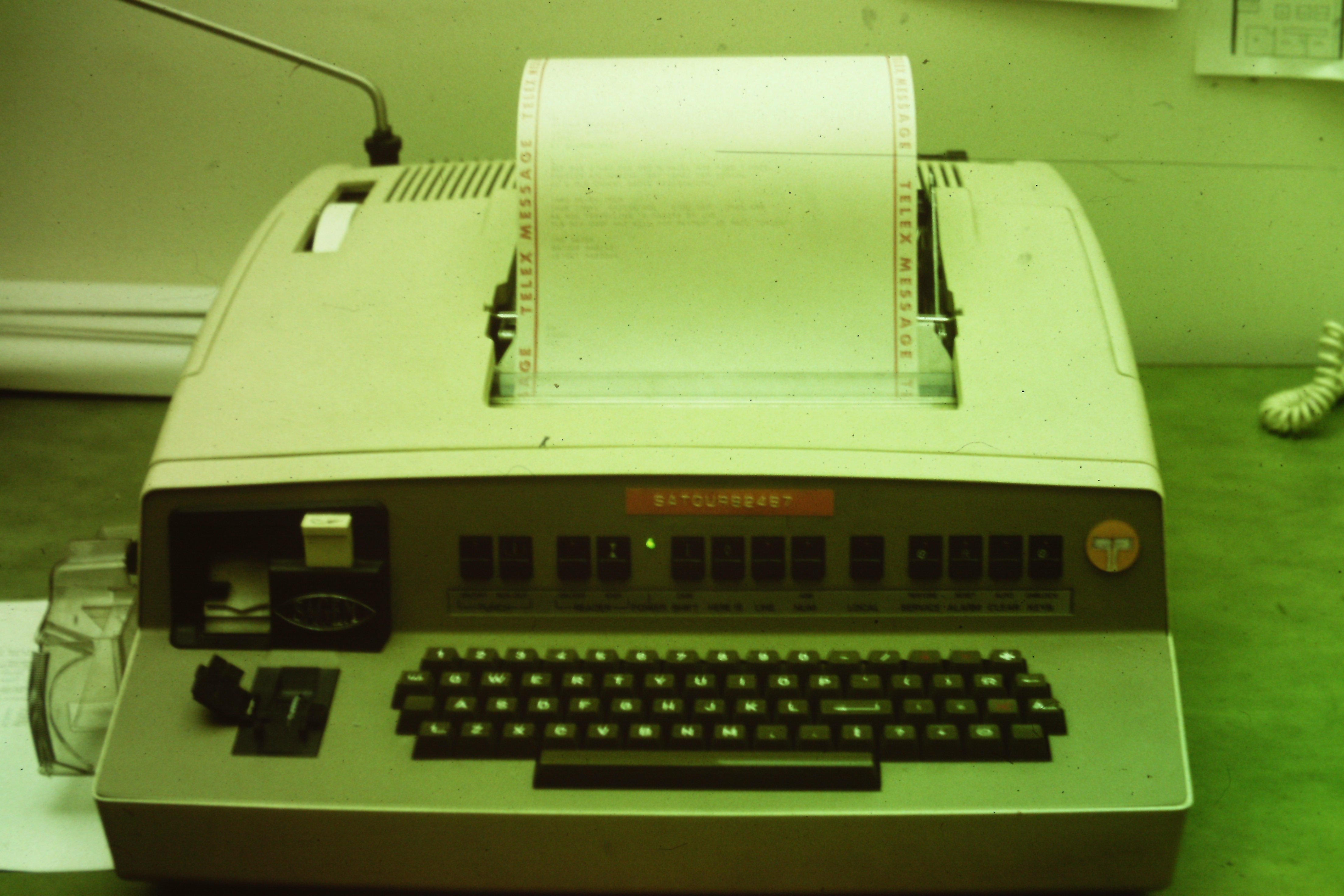
萨基姆公司生产的TX-20型电子电传机

起止式电传打字电报机，简称电传机，是由键盘发报器和带有打印字符的接收器组成的电报终端设备，除公众电报外亦可用于用户电报或用作计算机的外围设备:363。电传机有机械式和电子式两种，机械式电传机结构复杂，通报速率约50鮑；电子式电传机采用集成电路或微处理器控制，只保留了少量机械动作，通报速率在100或200波特以上:41。电传机使用博多码、国际二号码、数字保护电码等五单位电码，程控式电传机只需改变程序即可改变码型。报务员使用电传机可以像使用普通打字机一样拍发电报，收方则可直接在纸上打印出字母或数字符号，电报的效率得到很大提升:2。

### 智能电报终端

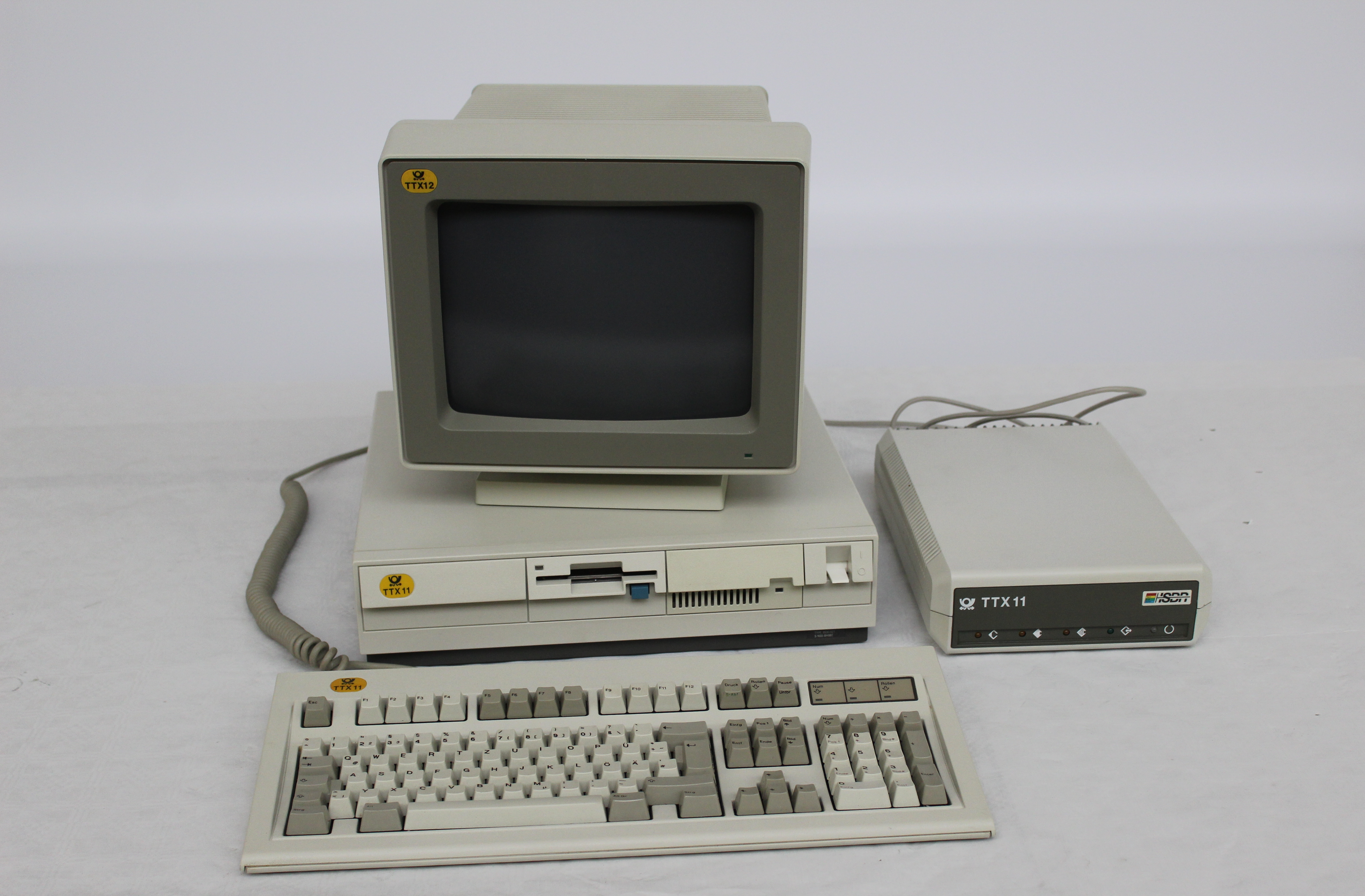
一台智能电报终端

智能电报终端是搭载了为电报通信专用的软件和硬件的计算机，是智能用户电报系统的终端设备。智能电报终端使用国际五号码/ASCII码，可实现终端存储器之间的高速自动通信。此外，智能电报终端不依赖于专门的网络，公共交换电话网、电路交换数据网、分组交换数据网均可使用，通过转换设备还可与用户电报网互通。

## 公众电报业务种类
根据不同的服务对象和业务性质，公众电报可分为若干种类：

### 普通电报

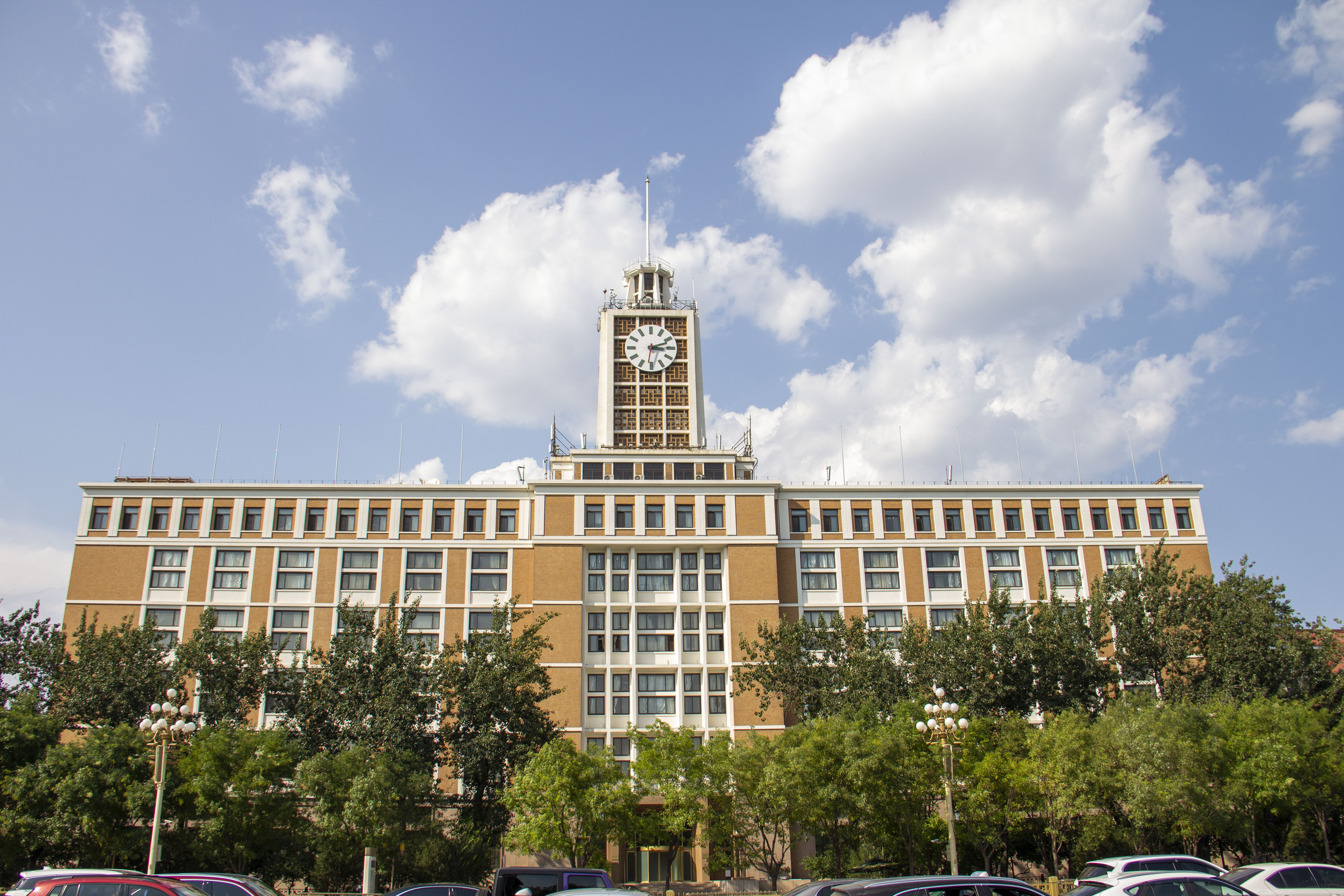
北京电报大楼

普通电报是人们最常用的电报业务。電報的發明使得長途通訊的價格大為下降，最早期電報的傳送成本，是依靠目測的擺臂式訊號機系統的30分之1。之後更隨著技術的改良和用量擴大而大幅下降。到了20世紀初，就算是一般普通人亦可負擔用電報作長途通訊。當時負責經營電報通訊的公司，在各地大城市設置電報局。一般人只要到電報局付款，便能拍發電報到遠方的另一個城市，收費是按距離及電報字數計算。當另一端的電報局收到電報以後，會有專人把印好的電報製成信件，派送到目的地。由於電報的傳送速率十分有限，因此最初只可能用作傳送文字，而且必須要把文字盡量精簡以減少字數。

### 新闻电报
新闻电报是指通讯社、报社、广播电台、电视台等新闻机构及其记者为报道新闻稿件所交发的电报:626。隨著電報的普及，各地亦出現了使用專門透過電報傳送各地新聞的機構，使得各大洲之間的國際新聞成為可能，這機構即現時的通訊社。當中路透社於1851年在倫敦成立，是最早的通訊社之一。目前新闻机构已使用互联网代替电报。

### 汇款电报

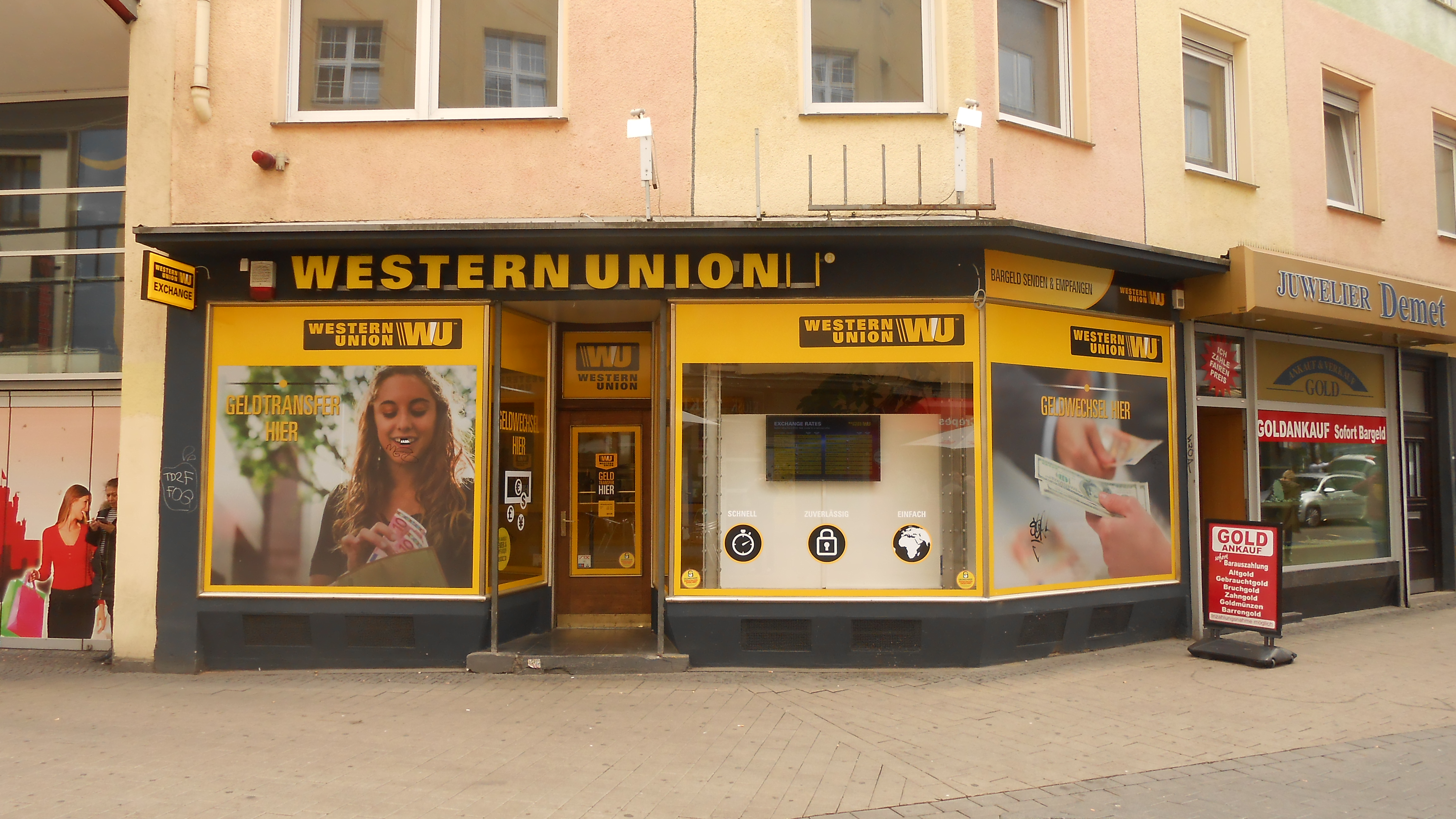
西联汇款公司的电汇网点

汇款电报是指邮电局与银行系统办理汇兑业务交发的电报:626。公众电报长期以来是银行的电汇方式，但安全性较低。1998年，济南市发生一起假汇款电报案，营业员因业务不熟将诈骗分子个人交发的假电报报类标为汇款电报，导致巨额资金被银行解付，最终济南市电信局被中国人民银行郑州市分行起诉，要求赔偿全部金额及利息共计231万元。20世纪末，随着CNAPS、SWIFT等基于X.25、IP的银行计算机网络的建成，电汇已不再使用公众电报。

### 政务电报

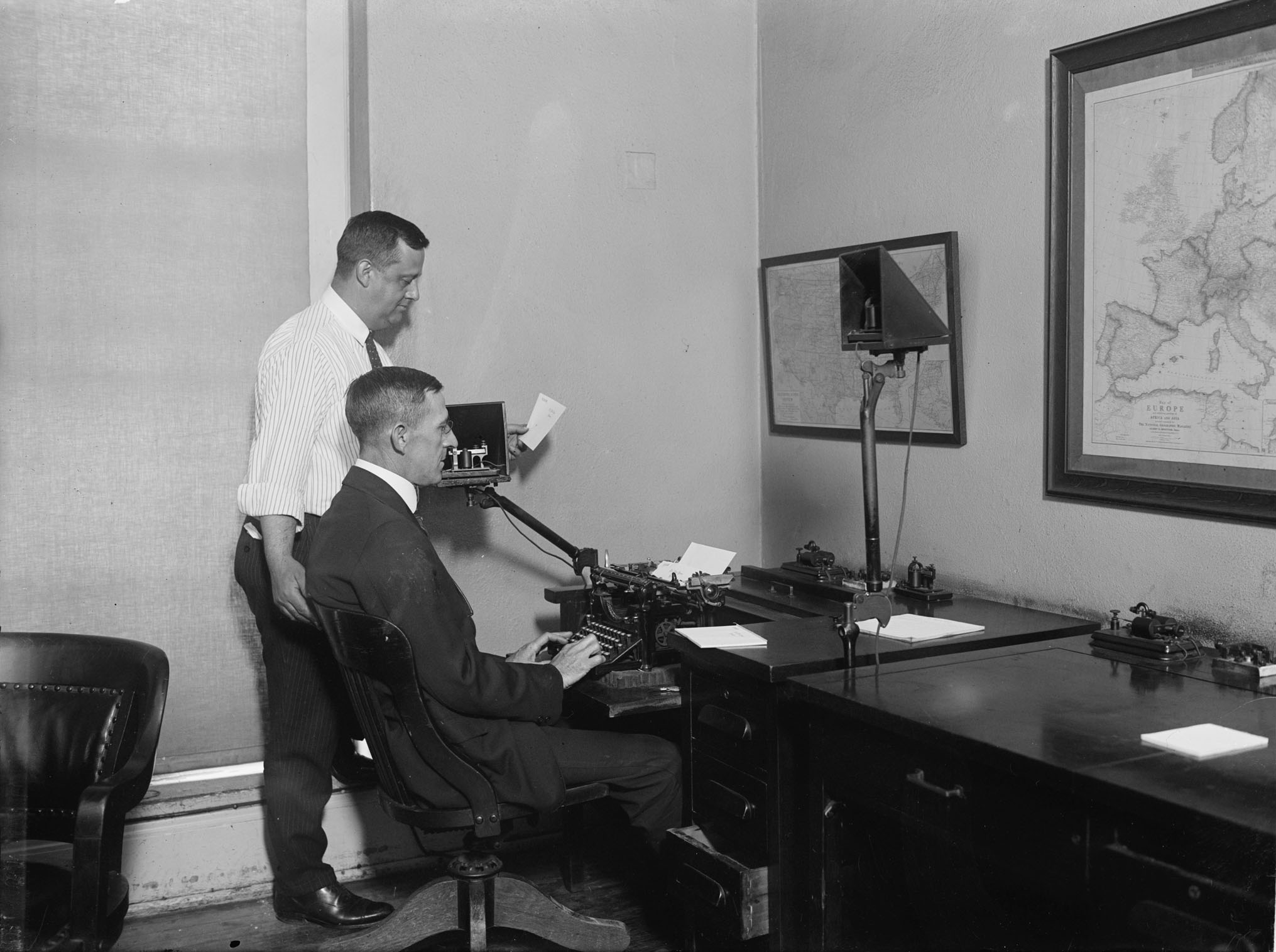
白宫通信局的报务员正在发送政务电报

政务电报是指各级党、政、军领导机关因公交发的电报:625。目前政务电报多采用传真电报或电子邮件经电子政务电子公文传输系统或机要通信渠道传递，不再使用公众电报。
政务电报曾多次在历史上发挥重要作用：
- 1861至1865年於美國爆發的南北戰爭，為世界上首次使用電報投入軍事用途，交戰雙方除了以摩斯電碼進行部隊間的通訊外，也配合報業將戰地消息傳播出去[74]。
- 1894至1895年的甲午戰爭，日本方面以電報截聽了李鴻章回傳給北京的電報，得知了清廷賠款求和的情資[75]。

### 气象电报
气象电报是各级气象局及各气象部门指定的气象台、气象站交发的天气电报:625，需遵照国际气象组织规定的格式编发。随着气象业务的发展与现代化，使用公众电报传输气象电报的稳定性、时效性等方面等均不能适应业务需求，目前气象电报的编辑与收发已转为使用基于计算机的电报交换系统通过公用交换网络进行。

### 水情电报
水情电报是指防汛机构和水情站在汛期报告雨情、水情、水文预报的电报:625。随着计算机系统的发展，水情电报已被水情信息接受处理软件取代。

## 用户电报业务种类
用户电报又称电传，是用户之间使用电传打字机直接进行通信的电报业务，既有公众电报的文字性、法律性，又可像电话不受时间、地点的限制随时收发信息:129。用户电报可根据不同使用方式可分为若干种类：

### 专用用户电报业务
专用用户电报是指用户利用装设在办公地点的终端设备与其它用户直接通报的电报业务:130。

### 公众用户电报业务
公众用户电报是指用户利用电信企业或其它公共场所装设的公用终端设备与其它用户直接通报的电报业务:130。

### 海事用户电报业务
海事用户电报是指用户通过船舶上安装的海事卫星通信终端设备经海洋上空的海事通信卫星与其它船舶或陆地用户之间通报的电报业务:130。

## 延伸阅读
[在维基数据编辑]
 《清史稿·卷151》，出自趙爾巽《清史稿》